# Cueva de Montesinos
La cueva de Montesinos es una cueva de origen natural situada en las proximidades de la localidad española de Ossa de Montiel, en la provincia de Albacete. La gruta, conocida por aparecer en la novela Don Quijote de la Mancha, cuenta con el estatus de bien de interés cultural en la categoría de sitio histórico.

## Descripción

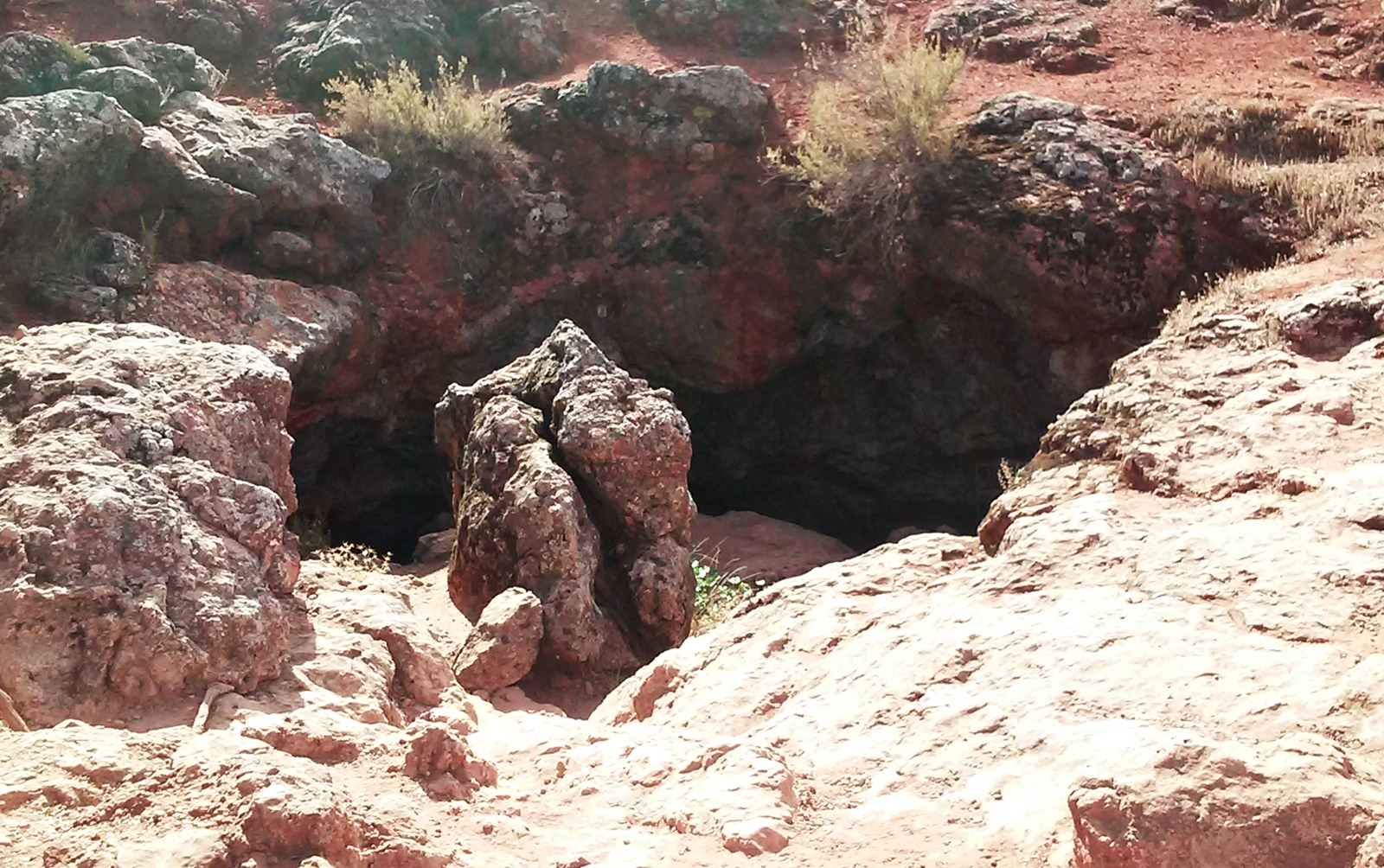
Entrada de la cueva

La cueva está ubicada en el término municipal de Ossa de Montiel, en la provincia de Albacete. Se trata de una cavidad kárstica de 18 metros de profundidad, con un fondo por el que circula el agua, originada por la disolución de la roca caliza que predomina en el parque natural de las Lagunas de Ruidera. Sus dimensiones son 45 metros de fondo máximo, 59 metros de anchura máxima y unos 18 metros de profundidad máxima. La máxima altura en el interior es de unos 5 metros. El orificio de entrada se sitúa completamente en el plano horizontal. Se accede a la cueva entre grandes bloques de piedra desplomados hasta el «Portal», en otro tiempo llamado de «Los Arrieros» por ser guarida de éstos frente a las inclemencias meteorológicas. La entrada desciende por un vestíbulo rodeado de bloques de piedra que dan paso hacia la mitad de la cavidad a la zona más amplia, conocida como «La Gran Sala», en cuya cúpula se encuentra instalada una importante colonia de murciélagos. Cerca de la entrada hay una galería lateral.
Los materiales que forman la caverna son en su mayoría calizas magnesianas, de color rojizo debido a la abundancia de hierro, con interposiciones de materiales sedimentarios, como margas yesíferas y arcillas, junto con impurezas de materiales primarios de mayor dureza. La superficie está cubierta por una capa poco potente de arcilla, debido al arrastre del agua, pareciendo en áreas iluminadas por la luz solar zonas verdosas donde crecen musgos y líquenes. En el interior de la cavidad existen claras evidencias de formaciones de diferentes tipos de espeleotemas. Se observan por toda la bóveda pequeñas estalactitas embrionarias, definidas geológicamente como macarrones, junto con banderas y coladas de diferentes dimensiones. Desde el punto de vista arqueológico, se tienen noticias de su ocupación desde la Edad del Bronce y de su relación con asentamientos próximos de época ibérica y romana.

## Historia
La referencia documental más antigua se encuentra en las Relaciones de Felipe II de Ossa de la Vega:

En esta villa hay una Hermita, que se dice de San Pedro de Salices, que es una legua desta villa en la Ribera de Guadiana muy antiquísima, la qual está labrada la hermita en cruz, y más arriba della hay una cueva la qual se dice que era la cueva de Montesinos que pasa un río grande por ella.
Relaciones de Felipe II de Ossa de la Vega

No obstante, la cueva de Montesinos es especialmente conocida por ser el escenario en el que Miguel de Cervantes situó la acción de un par de capítulos de la segunda parte de Don Quijote de la Mancha. En ellos, Don Quijote desciende al fondo de la cueva, quedándose profundamente dormido por espacio de una hora, lo que al personaje le parecieron tres días, lapso en el cual tuvo el mágico sueño en el que se encuentra con el propio Montesinos, personaje recurrente de la épica castellana. Esta aventura del Quijote se corresponde con los capítulos xxii a xxiv de la segunda parte de la novela.

En estas y otras gustosas pláticas se les pasó aquel día, y a la noche se albergaron en una pequeña aldea, adonde el primo dijo a Don Quijote que desde allí a la cueva de Montesinos no había más de dos leguas, y que si llevaba determinado de entrar en ella, era menester proveerse de sogas para atarse y descolgarse en su profundidad. Don Quijote dijo que aunque llegase al abismo había de ver dónde paraba, y, así, compraron casi cien brazas de soga, y otro día, a las dos de la tarde, llegaron a la cueva, cuya boca es espaciosa y ancha, pero llena de cambroneras y cabrahígos, de zarzas y malezas, tan espesas y intrincadas, que de todo en todo la ciegan y encubren. (…) Y, en diciendo esto, se acercó a la sima, vio no ser posible descolgarse ni hacer lugar a la entrada, si no era a fuerza de brazos o a cuchilladas, y, así, poniendo mano a la espada, comenzó a derribar y a cortar de aquellas malezas que a la boca de la cueva estaban, por cuyo ruido y estruendo salieron por ella una infinidad de grandísimos cuervos y grajos, tan espesos y con tanta priesa, que dieron con don Quijote en el suelo (…) Finalmente, se levantó, y viendo que no salían más cuervos ni otras aves nocturnas, como fueron murciélagos, que asimismo entre los cuervos salieron, dándole soga el primo y Sancho y se dejó calar al fondo de la caverna espantosa (…)
Capítulo xxii.

A obra de doce o catorce estados de la profundidad desta mazmorra, a la derecha mano, se hace una concavidad y espacio capaz de poder caber en ella un gran carro con sus mulas; éntrale una pequeña luz por unos resquicios o agujeros que lejos le responden, abiertos en la superficie de la tierra, ésta concavidad y espacio vi yo (…)
Capítulo XXIII

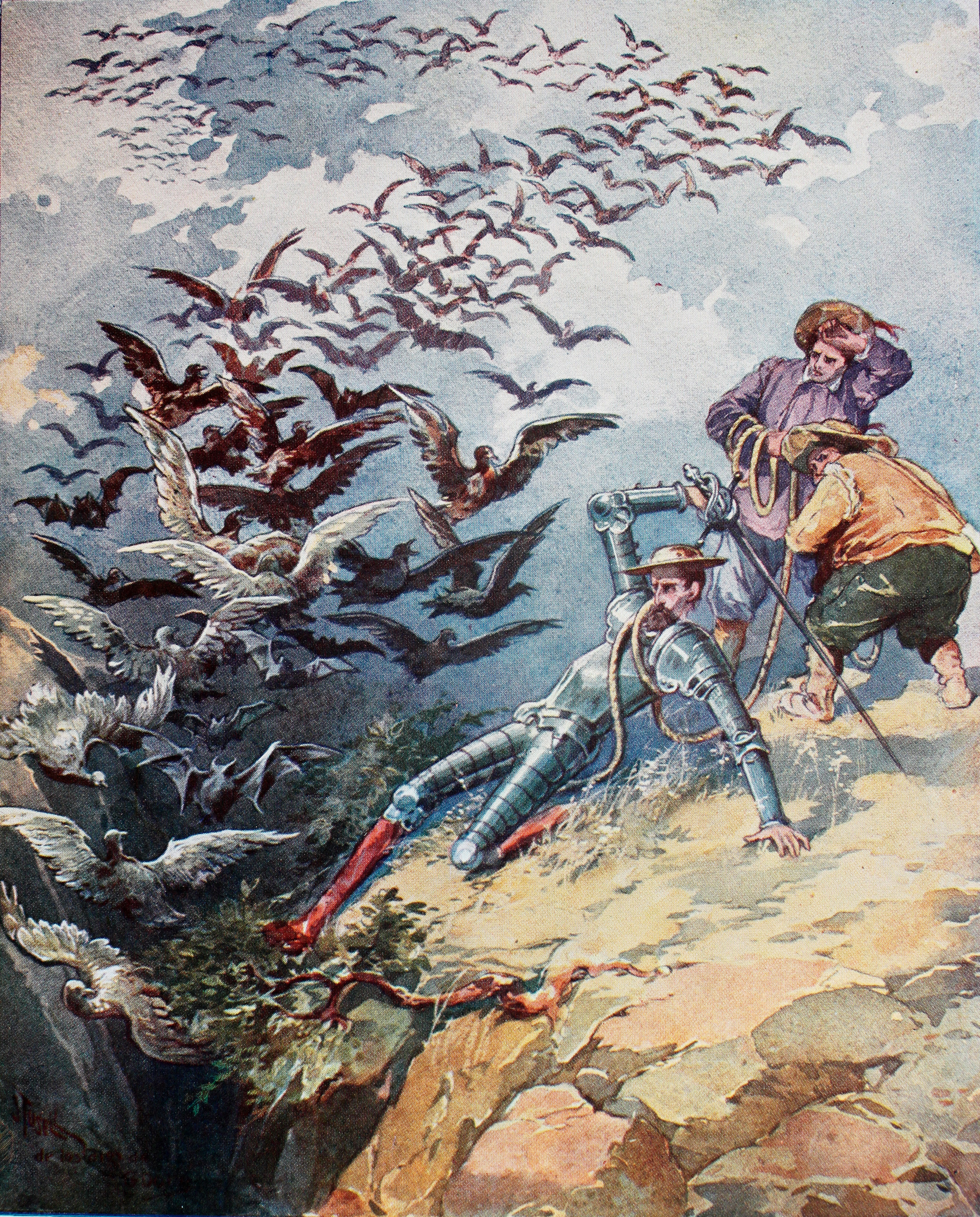
Entrada de Don Quijote en la cueva (capítulo xxii)

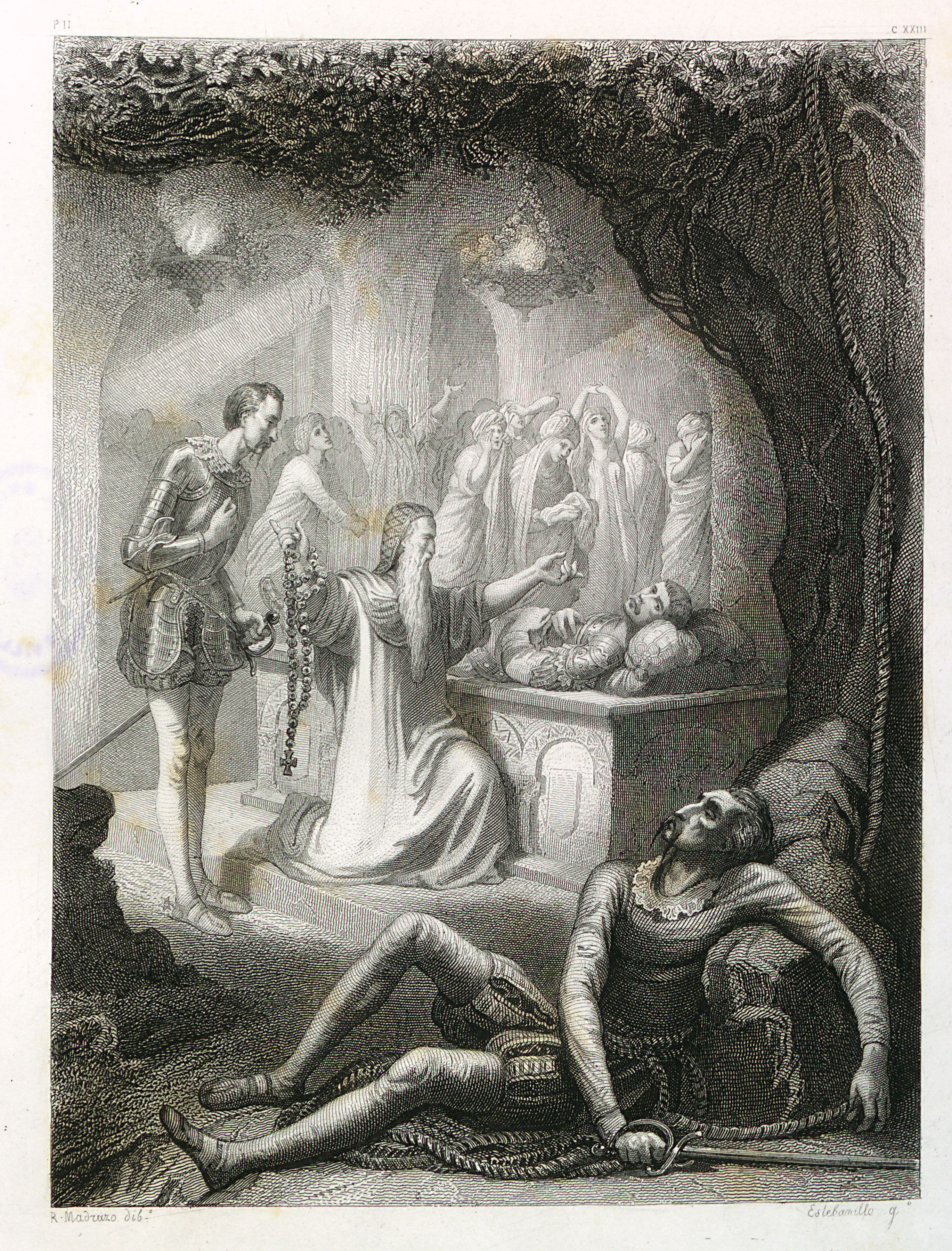
Sueño de Don Quijote en la cueva

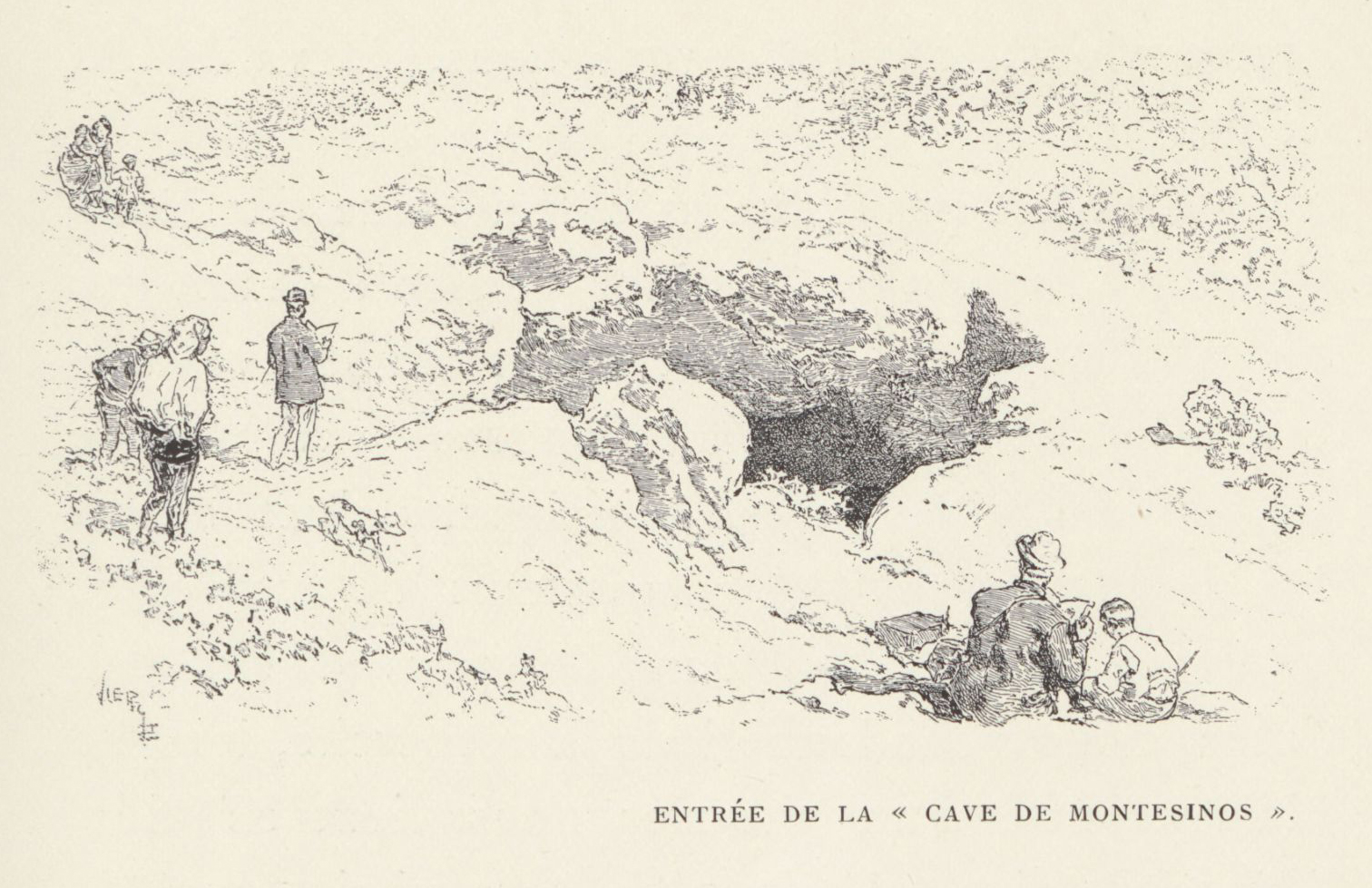
Entrada de la cueva en un dibujo de Daniel Urrabieta Vierge (Au pays de Don Quichotte, 1901)

En 1895, Charles Bogue Luffman, en su libro A Vagabond in Spain, habla de la cueva como «una gran cámara que se abre a la izquierda según se desciende» y añade una serie de comentarios corrigiendo ciertas imprecisiones que, a su juicio, habría cometido Cervantes. August Jaccaci, en Un americano en la Mancha tras las huellas de Don Quijote (1897), describe así su experiencia en la cueva y contradice a Luffman:

No era fácil localizar el objetivo de nuestro viaje, la famosa cueva de Montesinos, de quien tantas y tan admirables cosas en aquellos contornos se contaban, y estábamos a punto de abandonar nuestra búsqueda cuando un cabrero vino a rescatarnos. Era lo más apropiado que una figura tan pintoresca como la del solitario cabrero que encontramos, vestido con un traje primitivo que no ha cambiado durante siglos, con la vara torcida en la mano y un cuerno colgándole a un lado, fuera nuestro guía hasta ese lugar misterioso. Tras examinar los alrededores, era evidente que Cervantes los conocía. Su descripción artística, ingeniosamente exagerada para adecuarse a las necesidades del romance, es fiel a la naturaleza y está lleno de color local. El Vagabundo en España se equivocó al colocar el hueco o la cámara de la que Cervantes habla como si estuviera a la izquierda según se desciende a la cueva. Está a la derecha, como en la historia. Este hecho no carece de valor, dado que el Vagabundo infiere de ello que Cervantes no había visto la cueva, sino que sólo la conocía de oídas. Al no estar equipados con las luces necesarias, no pude comprender los misteriosos huecos de la cueva, lo que no sorprendió a Ezequiel ni al pastor, que estaban seguros de que ningún hombre vivo podía llegar lejos en su interior, puesto que había obstáculos insuperables en el camino: un terreno peligroso, un profundo lago, una corriente turbulenta y, ¡sabe Dios qué más! Seguro que hay montones de oro y diamantes allí, dijeron. Así, sin pretenderlo, testificaron ante mí la pervivencia de las tradiciones, puesto que lo más probable es que la Cueva de Montesinos no sea más que una vieja mina de cobre romana.”
Un americano en la Mancha tras las huellas de Don Quijote (1897)

Azorín dedicó el capítulo x de su libro La ruta de Don Quijote (1905) a la cueva de Montesinos.

## Estatus patrimonial
El 20 de junio de 2017, la cueva fue declarada Bien de Interés Cultural, con la categoría de Sitio Histórico, mediante un acuerdo publicado el día 29 de ese mismo mes en el Diario Oficial de Castilla-La Mancha, con la rúbrica del secretario del Consejo de Gobierno de la Junta de Comunidades de Castilla-La Mancha, José Luis Martínez Guijarro.